# Sara Isaković
Sara Isaković, född 9 juni 1988 i Bled, är en slovensk simmare.
Isaković blev olympisk silvermedaljör på 200 meter frisim vid sommarspelen 2008 i Peking.